# Casper: Friends Around the World
Casper: Friends Around the World es un videojuego de acción-aventura que fue lanzada para PlayStation en 2000 en Estados Unidos y Europa, fue desarrollada por Realtime Associates y publicada por Sound Source y TDK Core y es basada de Casper the Friendly Ghost.
- Datos: Q28501434